# Geelkeelstruiksluiper
De geelkeelstruiksluiper (Neosericornis citreogularis) is een zangvogel uit de familie Acanthizidae (Australische zangers), dat voorkomt in delen van de oostelijke kust van Australië. Het werd vroeger in het geslacht Sericornis geplaatst, maar is nu de enige soort in het geslacht Neosericornis.

## Kenmerken
De mannelijke vogel heeft een zwart gemaskerd gezicht en oordekveren, met gele keel en wenkbrauw. De iris is roodachtig en de bovenzijden bruinachtig en de onderzijde bleker. De kruin en bovendelen zijn donker tot olijfbruin en de onderzijde crème, wit of verwassen olijf. De vleugels zijn donkerbruin en omzoomd met geel. De relatief lange poten zijn roze of crèmekleurig. Het vrouwtje heeft een bruinachtig gezicht. De geelkeelstruiksluiper heeft een lengte van 12,5-15 cm.

## Leefwijze
De geelkeelstruiksluiper is een kleine, voornamelijk insectenetende, op de grond levende vogel die in nat bos of regenwoud leeft.

## Voortplanting
Hij broedt twee of meer keer in een lang broedseizoen en nestelt in grote, hangende, peervormige structuren. Vaak boven water lijken die op overstromingspuin, en de nesten worden vaak daarbij in de buurt gemaakt. Deze nesten zijn de favoriete verblijfplaatsen van de goudpuntvleermuis (Phoniscus papuensis).

## Verspreiding en leefgebied
De soort wordt gevonden in twee gescheiden gebieden: in het noorden van Queensland aan de kust van Cooktown tot Townsville en van Hervey Bay in het zuiden van de kust van Queensland in het zuiden tot het zuidoosten van New South Wales. De gebruikelijke habitats zijn regenwoudgeulen, meestal met beekjes in de buurt. In het Sydney Basin kan dit de Illawarra-helling zijn en nattere plaatsen in de Dharug- en Royal National Parks. Er zijn drie ondersoorten:
- N. c. cairnsi: noordoostelijk Australië.
- N. c. intermedius: oostelijk Australië.
- N. c. citreogularis: zuidoostelijk Australië.

## Status
De grootte van de populatie is niet gekwantificeerd maar de soort wordt omschreven als plaatselijk vrij algemeen. Op de Rode lijst van de IUCN heeft deze soort de status niet bedreigd.